# 马克西米利安一世 (巴伐利亚国王)

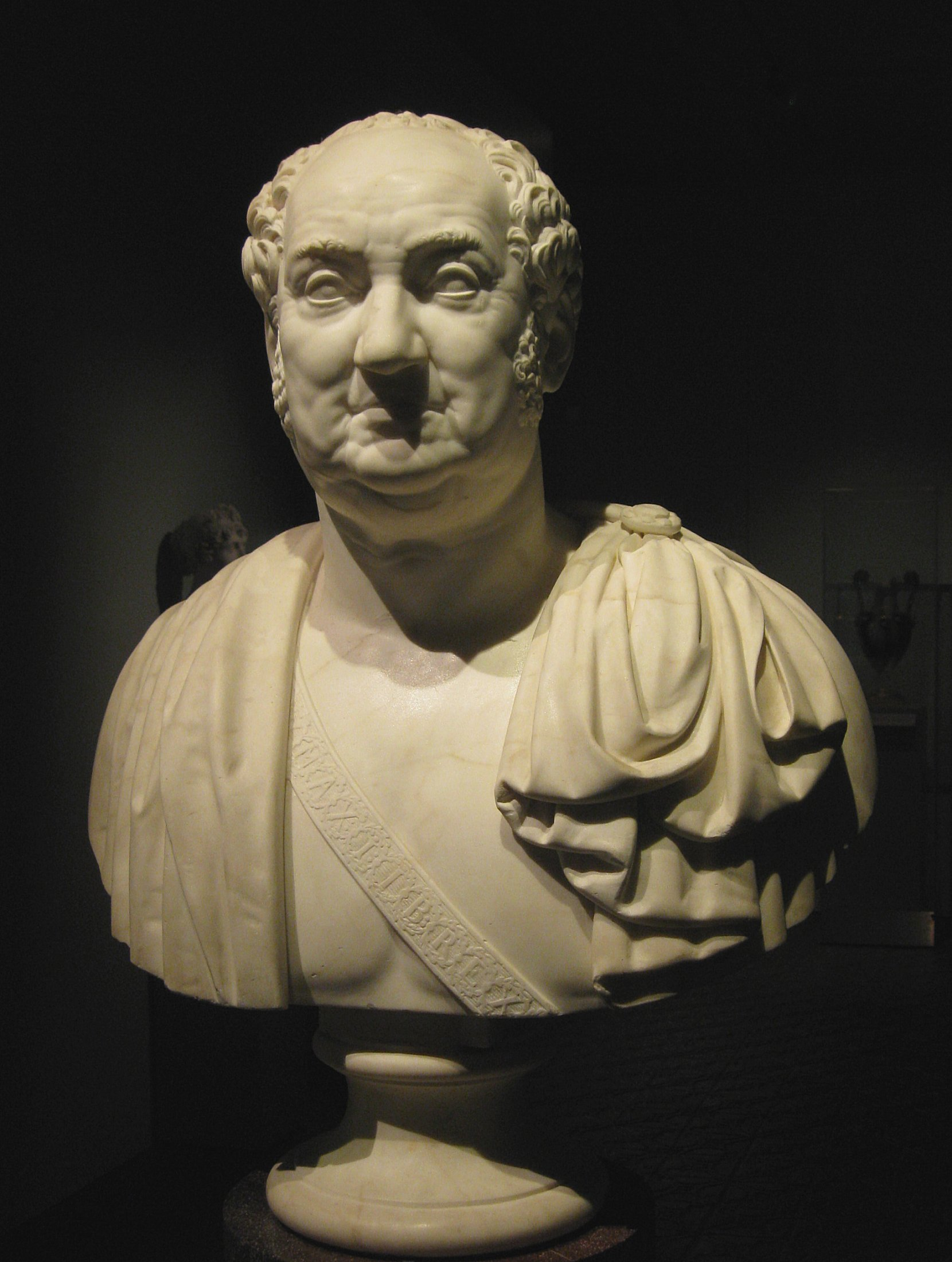
马克西米利安一世 (巴伐利亚国王)

馬克西米利安一世（Maximilian I，1756年5月27日—1825年10月13日），亦稱作馬克西米利安約瑟夫（Maximilian Joseph），是1775年至1799年的茨韦布吕肯公爵及巴伐利亞選帝侯。他是维特尔斯巴赫王朝統治家族之一普法爾茨 - 比肯費爾德家族的成員。

## 公爵与选侯
他在他的伯父普法爾茨-茨魏布吕肯公爵克里斯蒂安四世的监督下进行严格的教育。1777年起，他作为上校服役于法国军队并迅速升为陆军少将。从1782年至1789年，他驻守斯特拉斯堡。法国大革命爆发后，他转而服役于奥地利军队，参与了法国大革命战争开始的几场战役。
1795年4月1日，马克西米利安的长兄普法尔茨-茨韦布吕肯公爵卡爾二世·奧古斯特去世，他继承的长兄的爵位。1799年2月16日，随着巴伐利亚选侯兼普法爾茨選帝侯卡尔·特奥多尔的去世，1777年刚刚获得巴伐利亚的维特尔斯巴赫家族最长系苏尔茨巴赫支灭绝，马克西米利安·约瑟夫成为维特尔斯巴赫家族族长，任巴伐利亚选侯（马克西米利安四世·约瑟夫）兼普法爾茨選侯。
他的统治体现了对法国的同情和启蒙運動的色彩。在最新组建的内阁中，马克西米利安·冯·蒙特哲拉伯爵曾一度扮演马克西米利安·约瑟夫私人秘书的角色，他的“启蒙化”和法国化强烈影响了马克西米利安·约瑟夫。农业、商业渐渐地发展起来，法律被改良，一部新的刑法在勾勒中，税收上废除了一些因封建特权而产生的不平等，宗教建筑的数量被缩减且它们的收支更多的应用于教育等有用的方面。在外交上，马克西米利安·约瑟夫直到1813年都是拿破仑最忠实的德国盟友，他们的关系由于马克西米利安·约瑟夫之女巴伐利亞的奧古斯塔与拿破仑义子欧仁·德·博阿尔内亲王於1806年初的婚姻而更加坚固。随着西元1805年12月26日普雷斯堡条约的签定，马克西米利安·约瑟夫得到了国王的称号和在施瓦本与法兰克尼亚的重要土地。他于次年正式使用国王的称号。

## 巴伐利亚国王
巴伐利亚的新王成了萊茵聯邦最重要的君主，在莱比锡战役之前，他仍是拿破仑的盟友。直到1813年10月8日巴奥里德條約的签定，巴伐利亚在保持完整独立的前提下退出莱茵邦聯，加入以奥地利帝國、英国、俄国、普鲁士王國等为首的第六次反法同盟，并于10月14日向法国宣战。在1814年6月3日的第一次巴黎条约中，巴伐利亚将蒂罗尔让给奥地利帝國交换来维尔茨堡。在维也纳和会上，巴伐利亚对奥地利帝國做出了更大的让步。马克西米利安一世在维也纳会议上坚决反对德意志的重建，因为这将危及到巴伐利亚的独立地位。他坚持认为新成立的德意志邦联应是一个建立在各邦国充分享有主权的前提下的宽松的组织，这一点他实现了。1818年5月26日，马克西米利安一世带给国民们一部自由主义的宪法。
1825年10月13日，马克西米利安一世在宁芬堡城堡（Schloß Nymphenburg）去世，终年69岁，葬于慕尼黑附近的Theatinerkirche。长子路德维希一世继承了他的王位。

## 婚姻与子女
马克西米利安一世结婚两次，有三子九女：
- 1785年9月30日在达姆施塔特与黑森-達姆施塔特的奧古斯塔·威廉明妮结婚，二子三女：
  - 路德维希一世（1786年—1868年），巴伐利亚国王
  - 奧古斯塔（1788年—1851年），1806年与欧仁·德·博阿尔内结婚，欧仁·德·博阿尔内婚后被马克西米利安一世授予洛伊希腾贝格公爵（Herzog von Leuchtenberg）的称号
  - 阿瑪莉埃（1790年—1794年），夭折
  - 卡羅琳·奧古斯塔（1792年—1873年），奧地利皇后
  - 卡尔·特奥多尔（1795年—1875年），陆军元帅
- 1797年3月9日在卡尔斯鲁厄与巴登的卡羅琳结婚，有一子六女：
  - 马克西米利安（1800年—1803年），夭折
  - 伊丽莎白·卢多维卡（1801年—1873年），艾瑪莉·奥古斯塔的雙胞胎姐姐，普鲁士王后
  - 阿瑪莉埃·奧古斯塔（1801年—1877年），伊莉莎白·盧多維卡的雙胞胎妹妹，薩克森王后
  - 苏菲（1805年—1872年），瑪麗亞·安娜的雙胞胎姐姐，奥地利皇帝弗朗茨·约瑟夫一世的母亲
  - 瑪麗亞·安娜（1805年—1877年），苏菲的雙胞胎妹妹，萨克森王后
  - 盧多維卡（1808年—1892年），奥地利皇后伊丽莎白的母亲。
  - 马克西米莉安妮（1810年—1821年），早逝

| 马克西米利安一世 (巴伐利亚国王) 普法爾茨-比肯費爾德維特爾斯巴赫王朝的分支出生于：1756年5月27日逝世於：1825年10月13日 | 马克西米利安一世 (巴伐利亚国王) 普法爾茨-比肯費爾德維特爾斯巴赫王朝的分支出生于：1756年5月27日逝世於：1825年10月13日 | 马克西米利安一世 (巴伐利亚国王) 普法爾茨-比肯費爾德維特爾斯巴赫王朝的分支出生于：1756年5月27日逝世於：1825年10月13日 |
| 統治者頭銜 | 統治者頭銜 | 統治者頭銜 |
| --- | --- | --- |
| 前任者： 卡爾二世·奧古斯特                                                                                           | 茨韦布呂肯公爵 1795年–1825年                                                                                         | 廢除 |
| 前任者： 卡爾·特奧多爾                                                                                               | 巴伐利亞選帝侯 普法爾茨選帝侯 1799年–1806年                                                                          | 廢除 |
| 前任者： 卡爾·特奧多爾                                                                                               | 貝格公爵 1799年–1806年                                                                                               | 繼任者： 若阿尚·繆拉                                                                                                 |
| 新建立 | 巴伐利亞國王 1806年–1825年                                                                                           | 繼任者： 路德維希一世                                                                                                |
| 前任者： 法蘭茲 | 薩爾茨堡公爵 1810年–1816年                                                                                           | 繼任者： 法蘭茲 |

1. ↑  以 Maximilian IV Joseph之名，1799年至1805年），亦是巴伐利亞國王（以Maximilian I 之名，1806年到1825年